# Anemone uralensis
Anemone uralensis är en ranunkelväxtart som beskrevs av Fisch. och Dc.. Anemone uralensis ingår i släktet sippor, och familjen ranunkelväxter. Inga underarter finns listade i Catalogue of Life.